# Carl Heinrich Bloch
Pour les articles homonymes, voir Bloch.
Carl Heinrich Bloch (né le 23 mai 1834 à Copenhague où il meurt le 22 février 1890) est un peintre et graveur danois, spécialiste des sujets historiques.
Il occupe une place importante dans l'art danois de la seconde moitié du XIXe siècle. Il excelle dans la technique aussi bien que dans les motifs. Outre ses œuvres peintes, il laisse une œuvre graphique distinguée d'une grande valeur technique et esthétique. Ses contemporains voient en lui un des plus grands peintres du Danemark, mais après sa mort, en 1890, les nouvelles conceptions artistiques conduisent à un avis plus réservé et plus critique. On peut le considérer comme le dernier grand artiste de la série des peintres romantiques tardifs. À partir de la fin des années 1990, il est de nouveau plus apprécié. La baisse de sa réputation après sa mort dans les milieux artistiques ne l’empêche pas d’acquérir une grande popularité dans les milieux religieux, en particulier dans la mission intérieure et le système scolaire danois ; dans de nombreux foyers croyants on trouve des reproductions de ses œuvres.

## Biographie
Il naît à Copenhague et y étudie avec Wilhelm Marstrand à l'Académie royale des beaux-arts du Danemark (Det Kongelige Danske Kunstakademi). Ses parents désirent le voir embrasser une profession respectable, tel qu'officier de la marine royale, mais ce n'est pas ce que lui désire, car tout son intérêt va au dessin et à la peinture, habité qu'il est de son rêve de devenir un artiste.
Il se rend en Italie pour étudier l'art en passant par les Pays-Bas, où il se familiarise avec l'œuvre de Rembrandt, qui exerce désormais une grande influence sur lui. Carl Bloch rencontre sa femme, Alma Trepka, à Rome, où il l'épouse le 31 mai 1868. Ils restent unis jusqu'à la mort prématurée de celle-ci en janvier 1886.
Ses premières œuvres dépeignent des scènes rurales de la vie quotidienne. De 1859 à 1866, Carl Bloch vit en Italie, et cette période est d'importance pour l'évolution de ses peintures historiques.

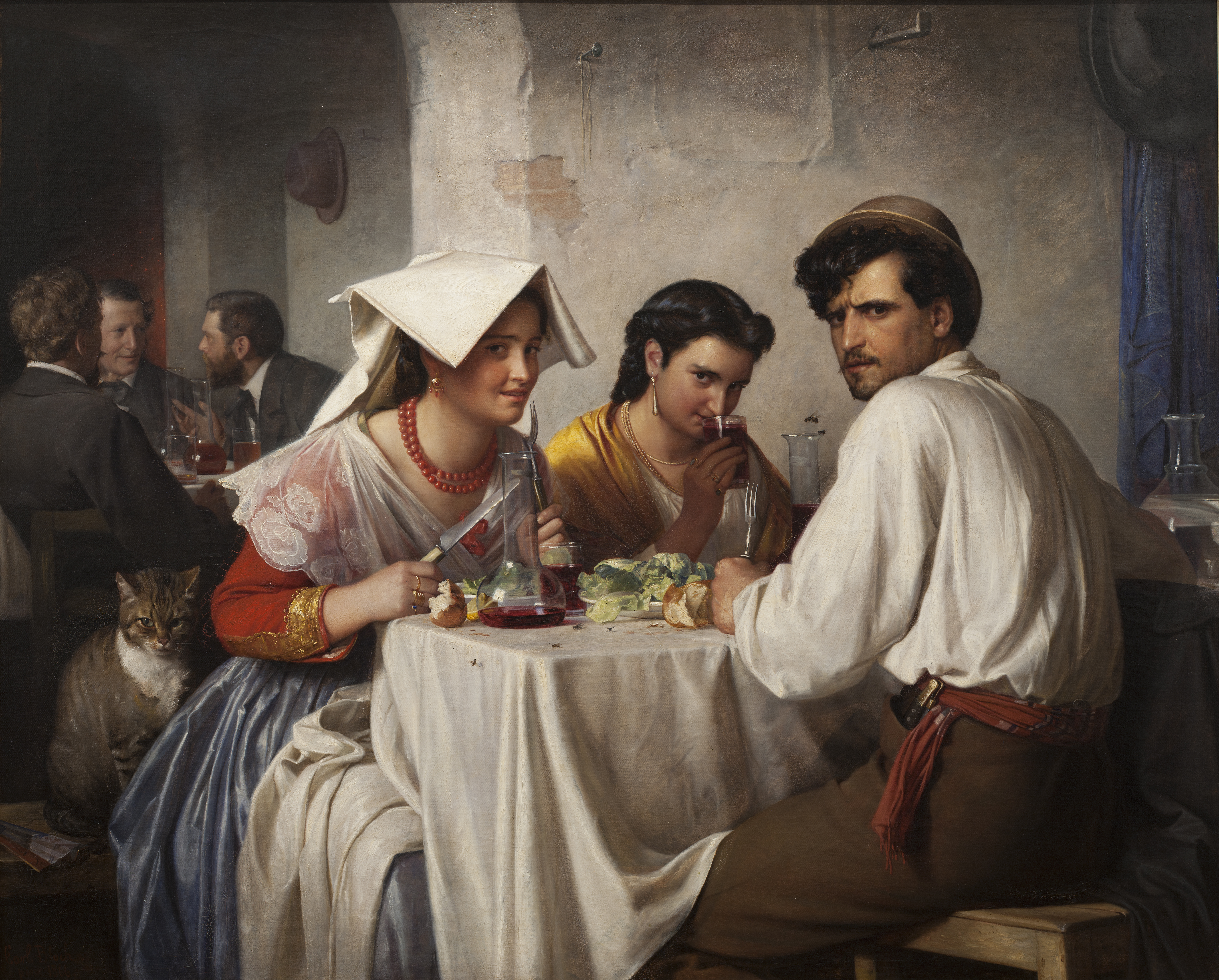
Dans une osteria romaine (1866), musée national d'art, Copenhague.
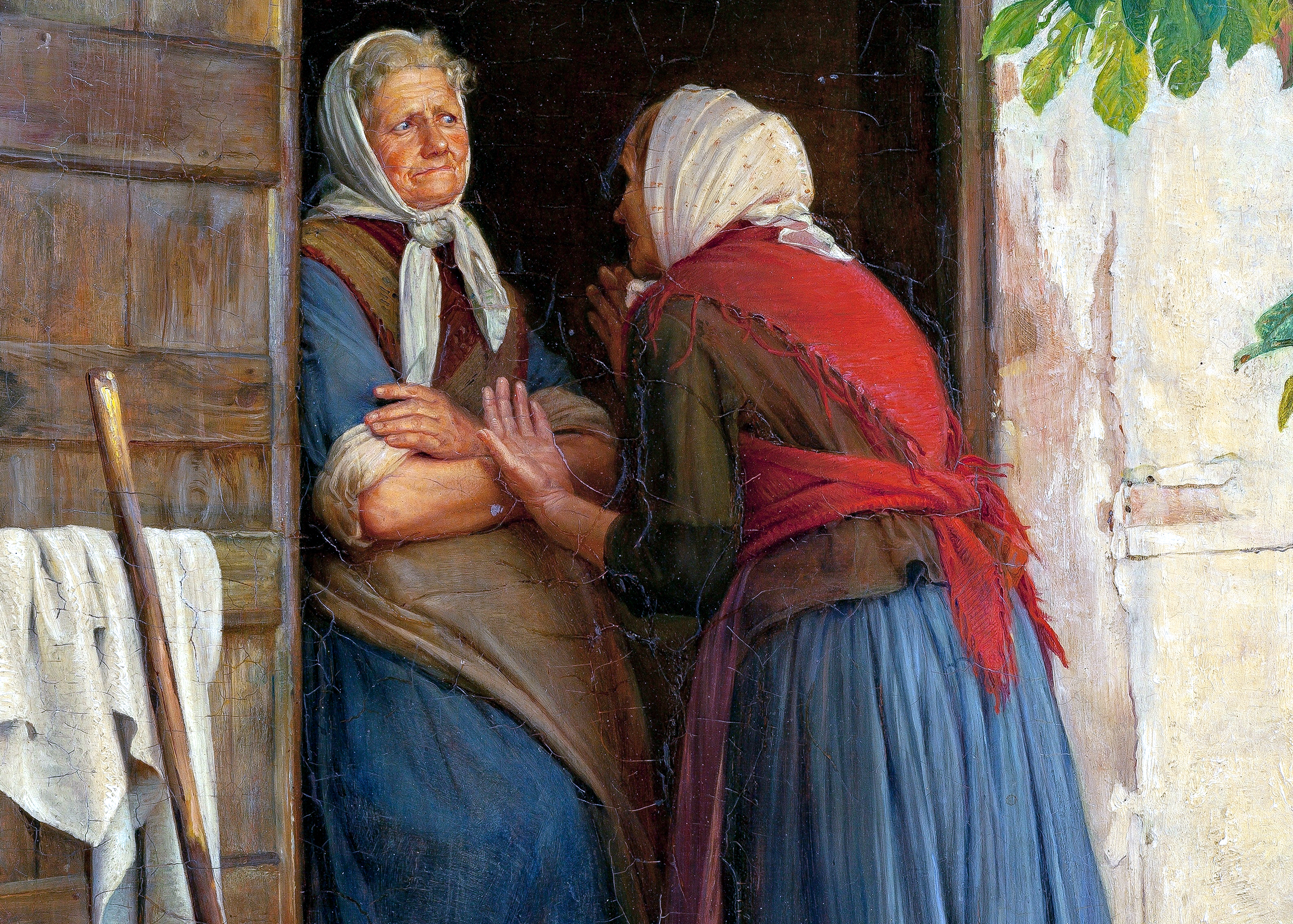
Deux femmes bavardant (1874), collection de peinture de Nivaagaard, Fredensborg.

## Succès
Il connaît son premier grand succès avec l'exposition de son Prométhée déchaîné, à Copenhague, en 1865. Après la mort de Marstrand, il termina la décoration de la salle de cérémonie à l'Université de Copenhague. Le chagrin d'avoir perdu sa femme pesa lourdement sur Bloch, et se retrouver seul avec leurs huit enfants fut pour lui très difficile.
Dans une lettre du Nouvel An de 1866 à Bloch, Andersen écrivit les lignes suivantes : « Ce que Dieu a bâti sur le roc ne sera pas emporté ! » Dans une autre lettre Andersen déclarait : « Par votre art vous ajoutez un nouvel échelon à votre Échelle de Jacob vers l'immortalité. »
Dans une ode finale, d'un auteur célèbre à un artiste célèbre, il disait : « Écrivez sur la toile, apposez  votre sceau sur l'immortalité. Alors, vous deviendrez noble ici, sur la terre.»
Il fut ensuite chargé de réaliser 23 peintures pour la chapelle du château de Frederiksborg. Toutes étaient des scènes de la vie du Christ et comme illustrations elles ont acquis une grande popularité. Les originaux, peints entre 1865 et 1879, sont restés dans cette chapelle. On peut trouver les retables à Holbaek, Odense, Ugerloese et Copenhague au Danemark, ainsi qu'à  Loederup, Hoerup et Landskrona en Suède.
L’aide de l'artiste né danois Soren Edsberg, a permis récemment au Musée d'Art de l'Université Brigham Young d’acquérir « Le Christ guérissant à la piscine de Bethesda », autrefois propriété de la Mission intérieure à Copenhague
Carl Bloch mourut d'un cancer le 22 février 1890. Sa mort fut « un coup brutal pour l'art nordique », selon un article de Sophus Michaelis qui n'hésita pas à dire : « le Danemark a perdu l'artiste qui incontestablement était le plus grand parmi les vivants." Vilhelm Kyhn déclara dans son éloge funèbre lors des funérailles de Carl Bloch : « Bloch reste et il vit encore ».
Un éminent critique d'art danois, Karl Madsen, assurait que Carl Bloch était arrivé plus haut dans le grand ciel de l'art que tout autre artiste danois jusqu'alors. Il ajoutait : « S'il y a un Élysée où se rencontrent les âmes des artistes géants, riches, nobles et chaleureux, Carl Bloch y siégera parmi les plus nobles de tous ! »

## Galerie

Série La Vie du Christ
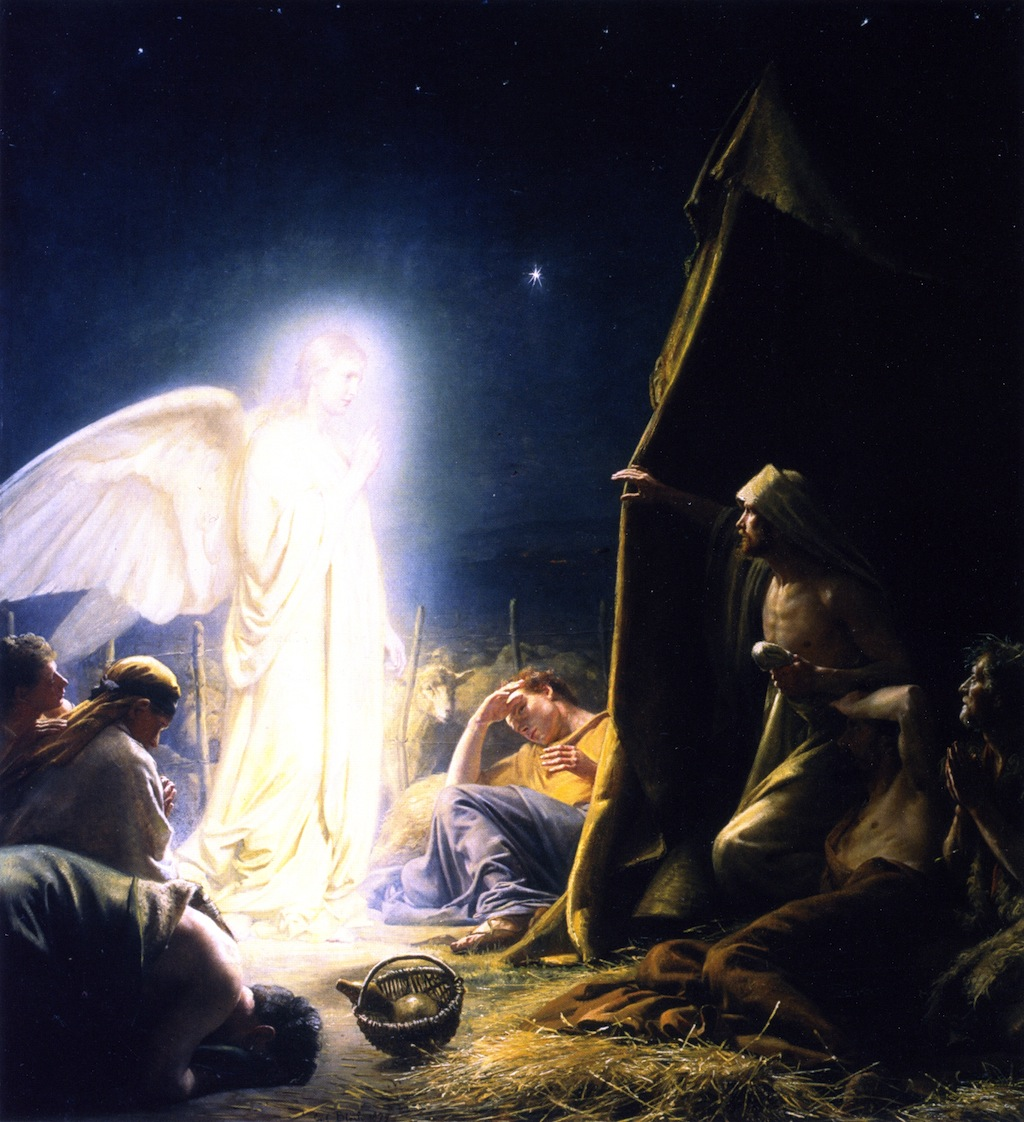
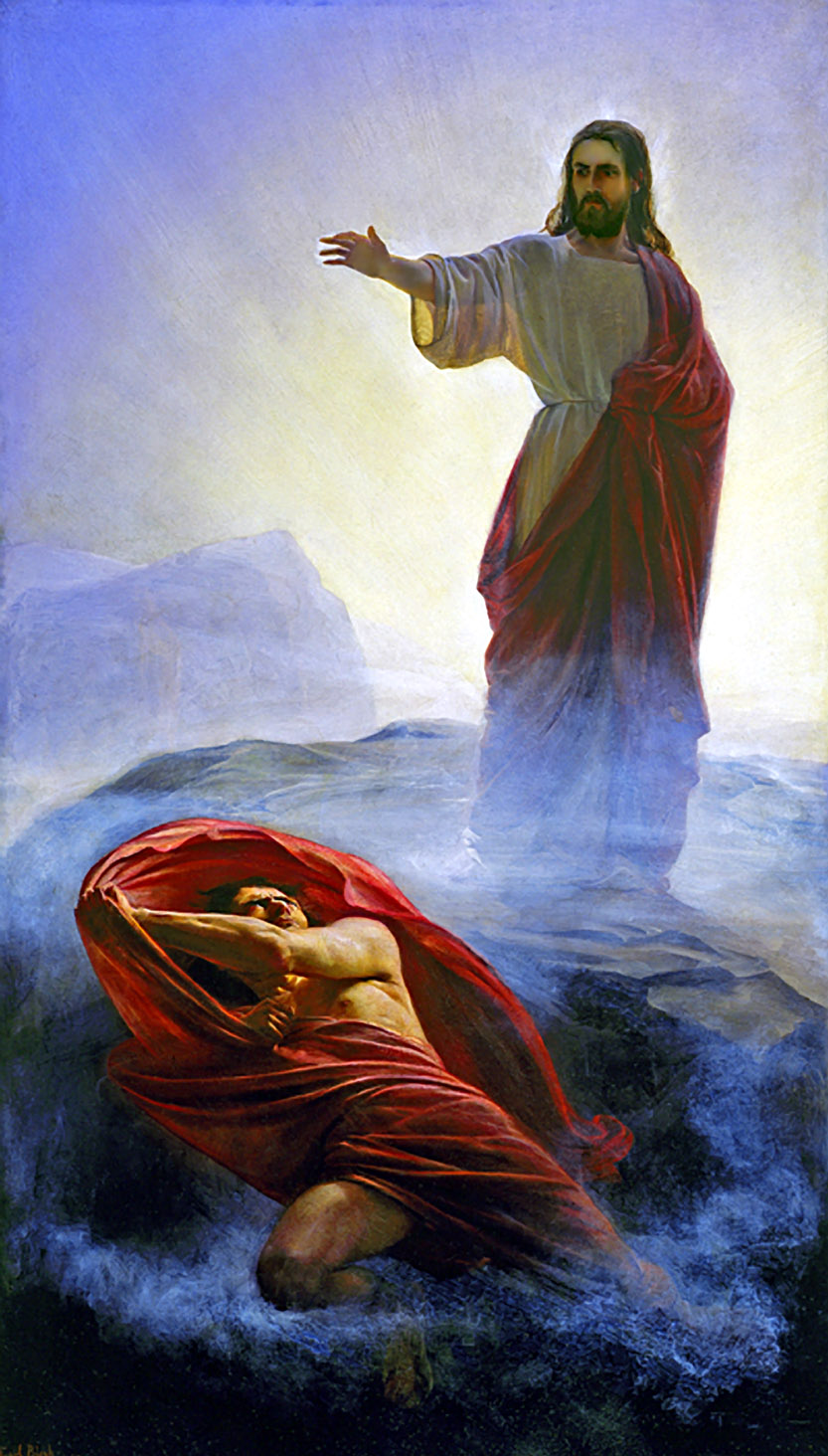
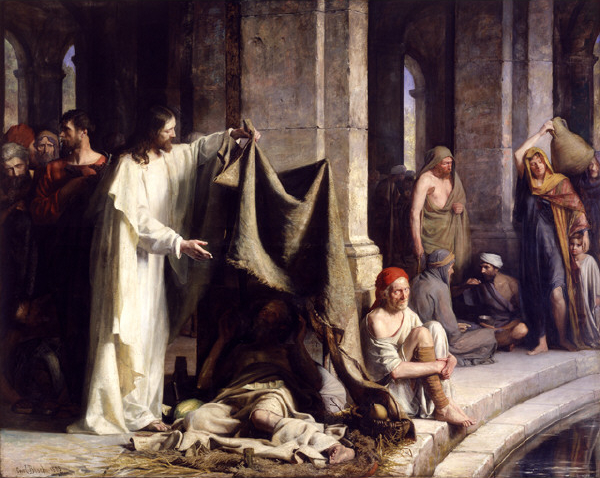
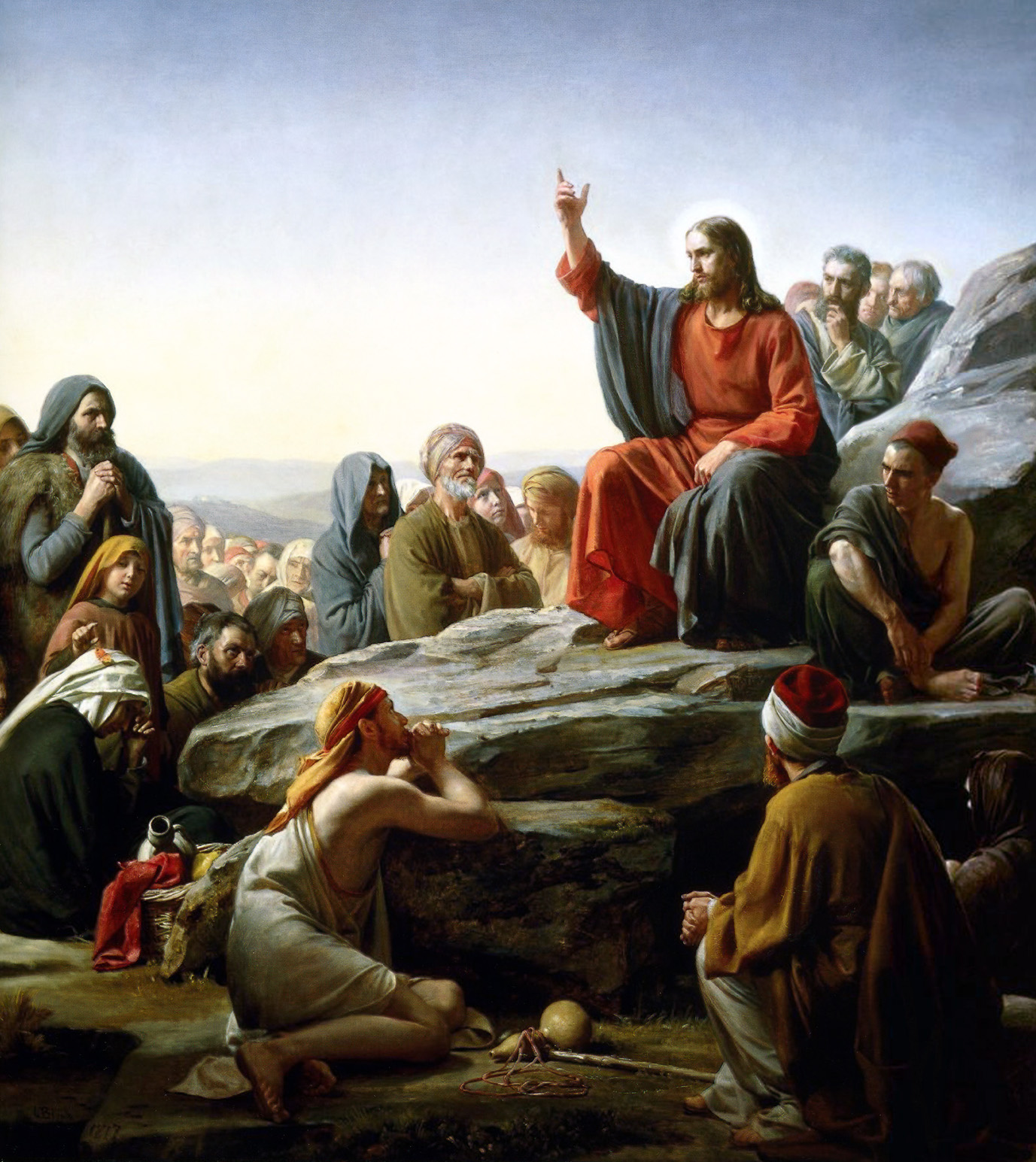
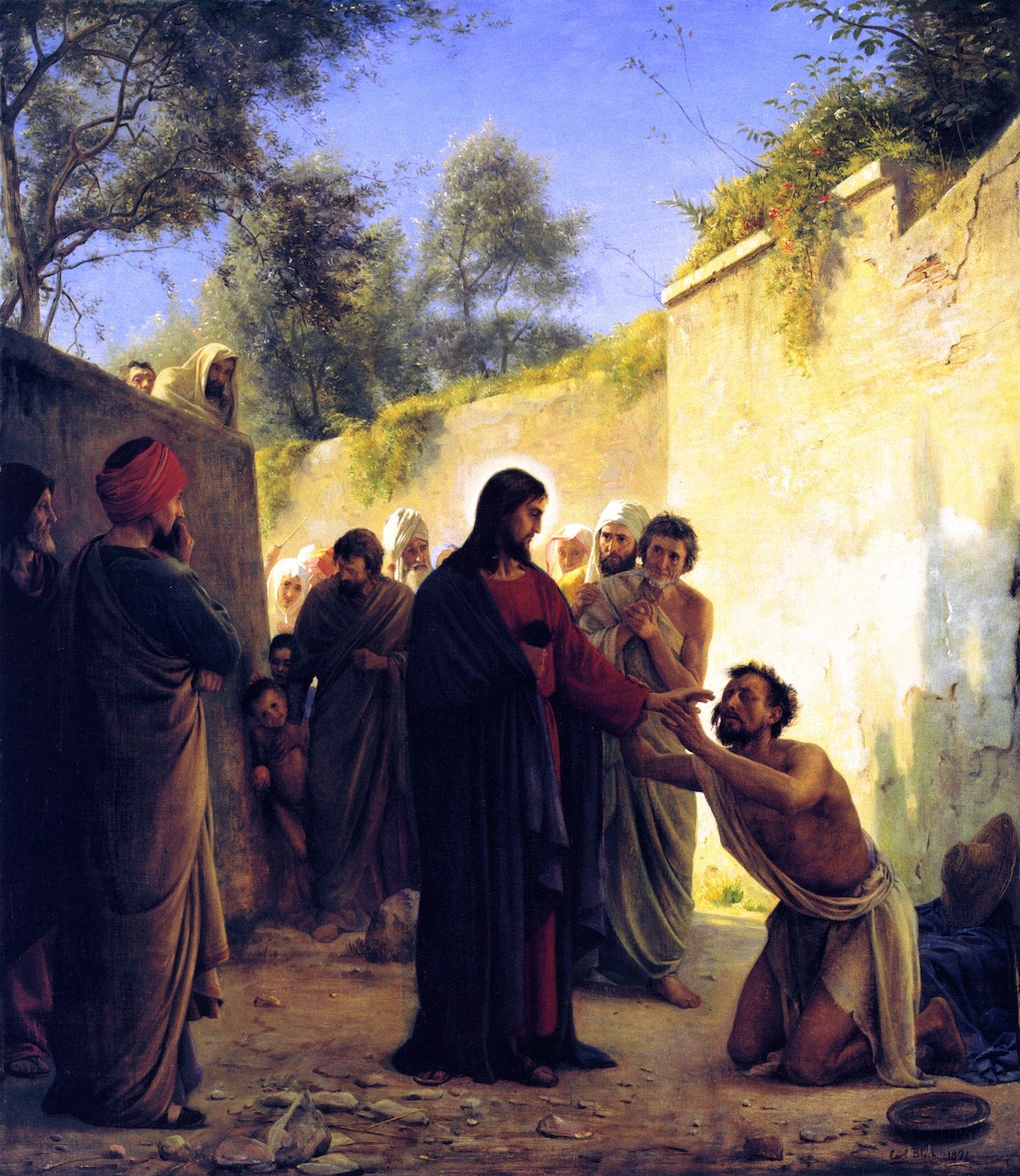
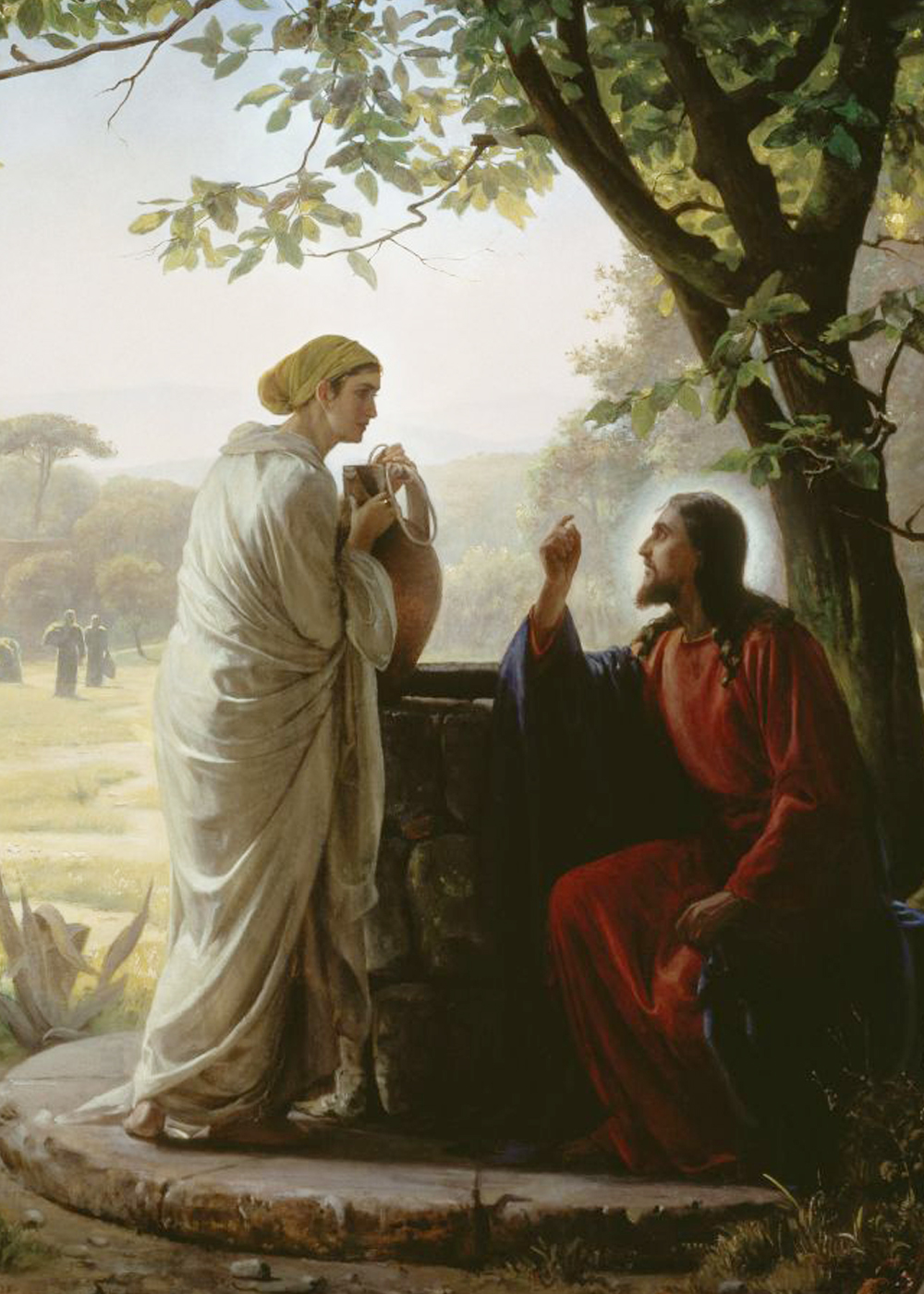
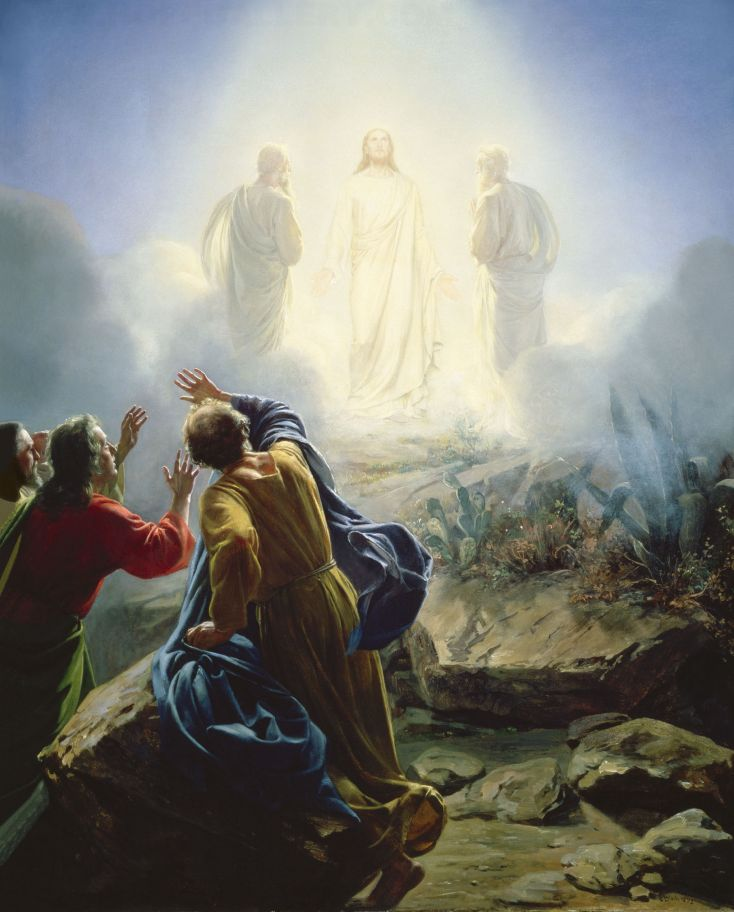
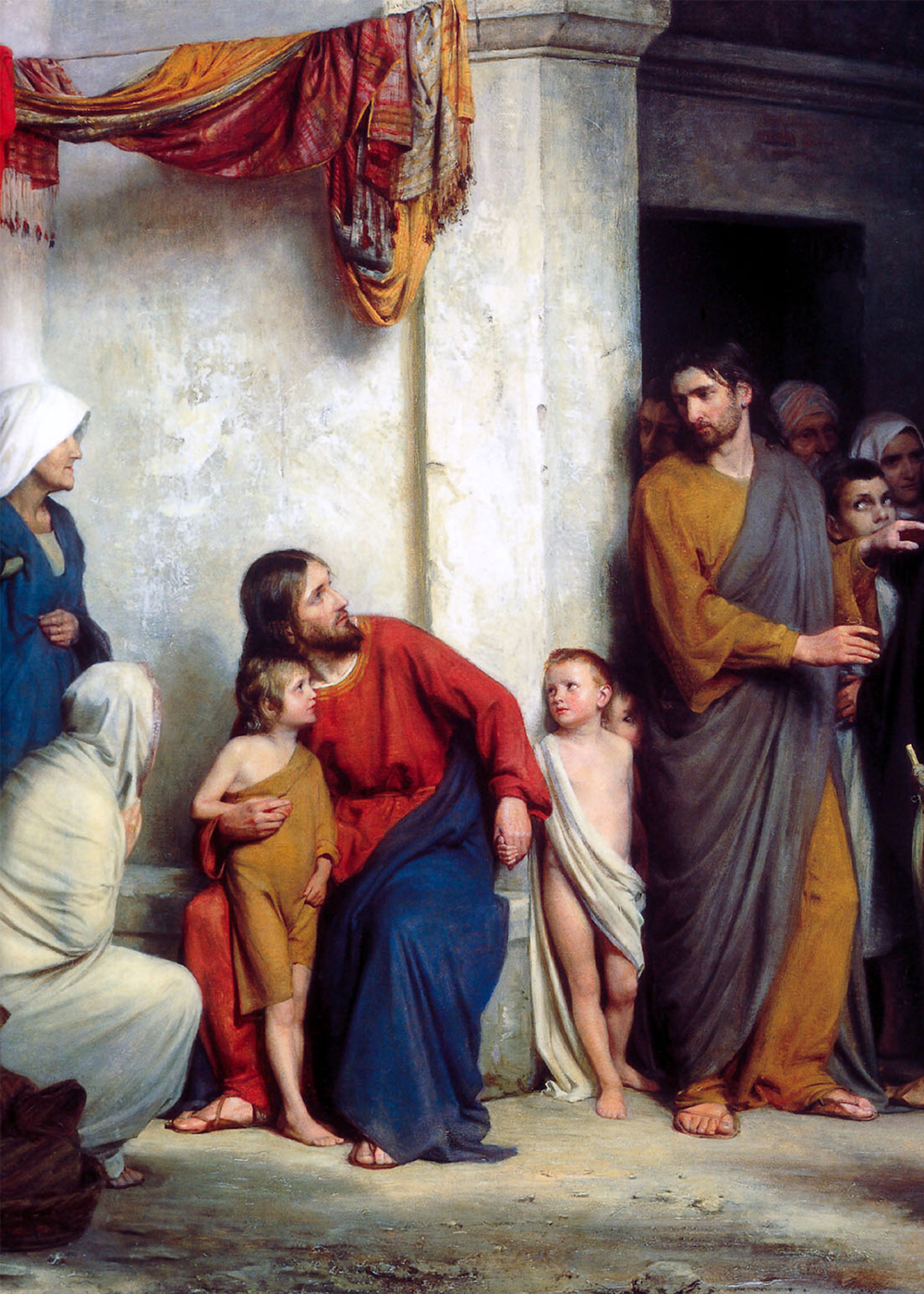
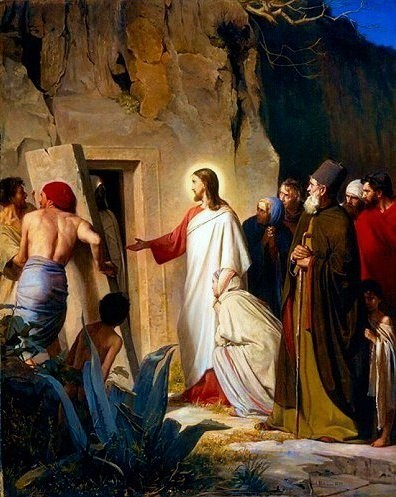
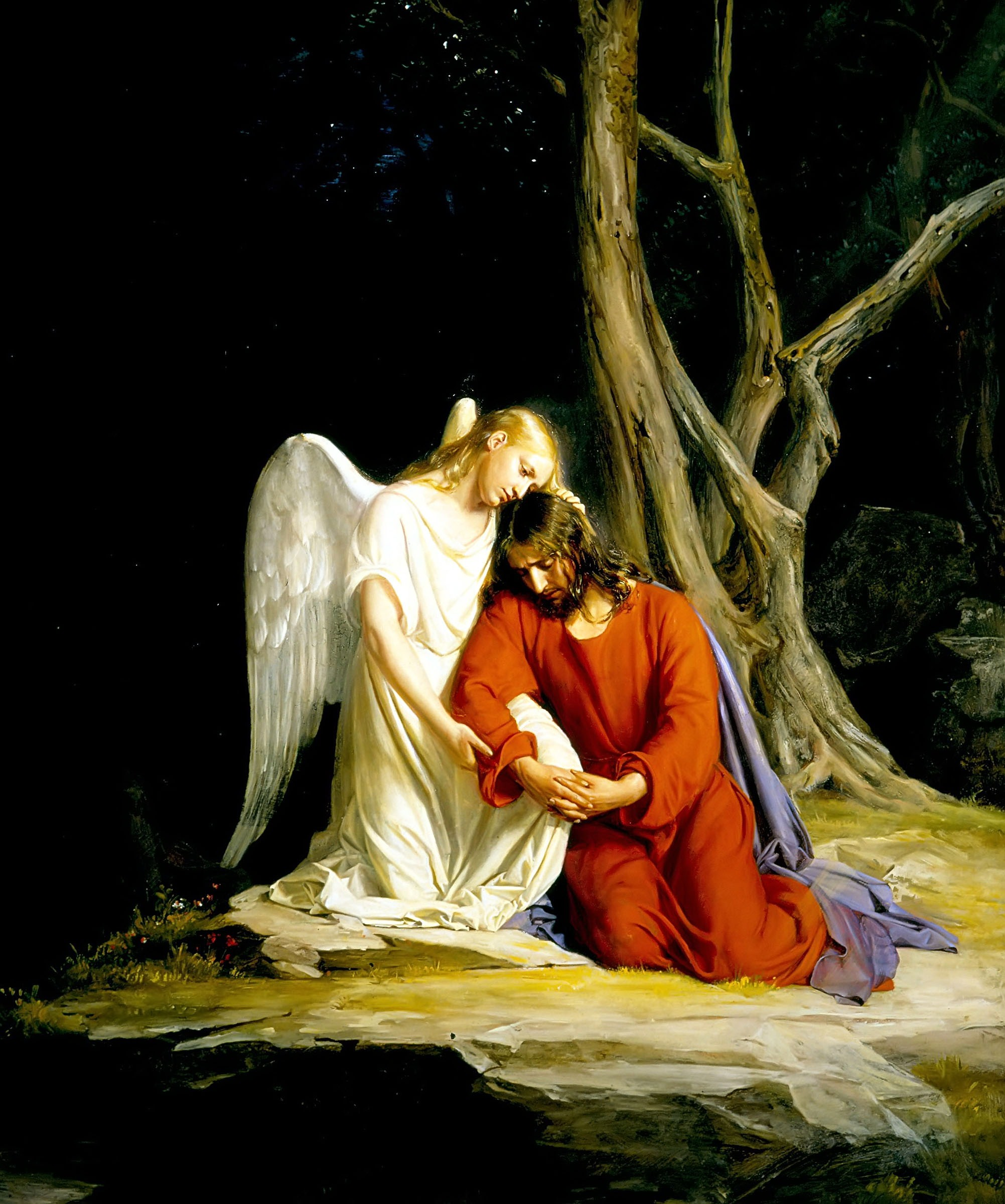
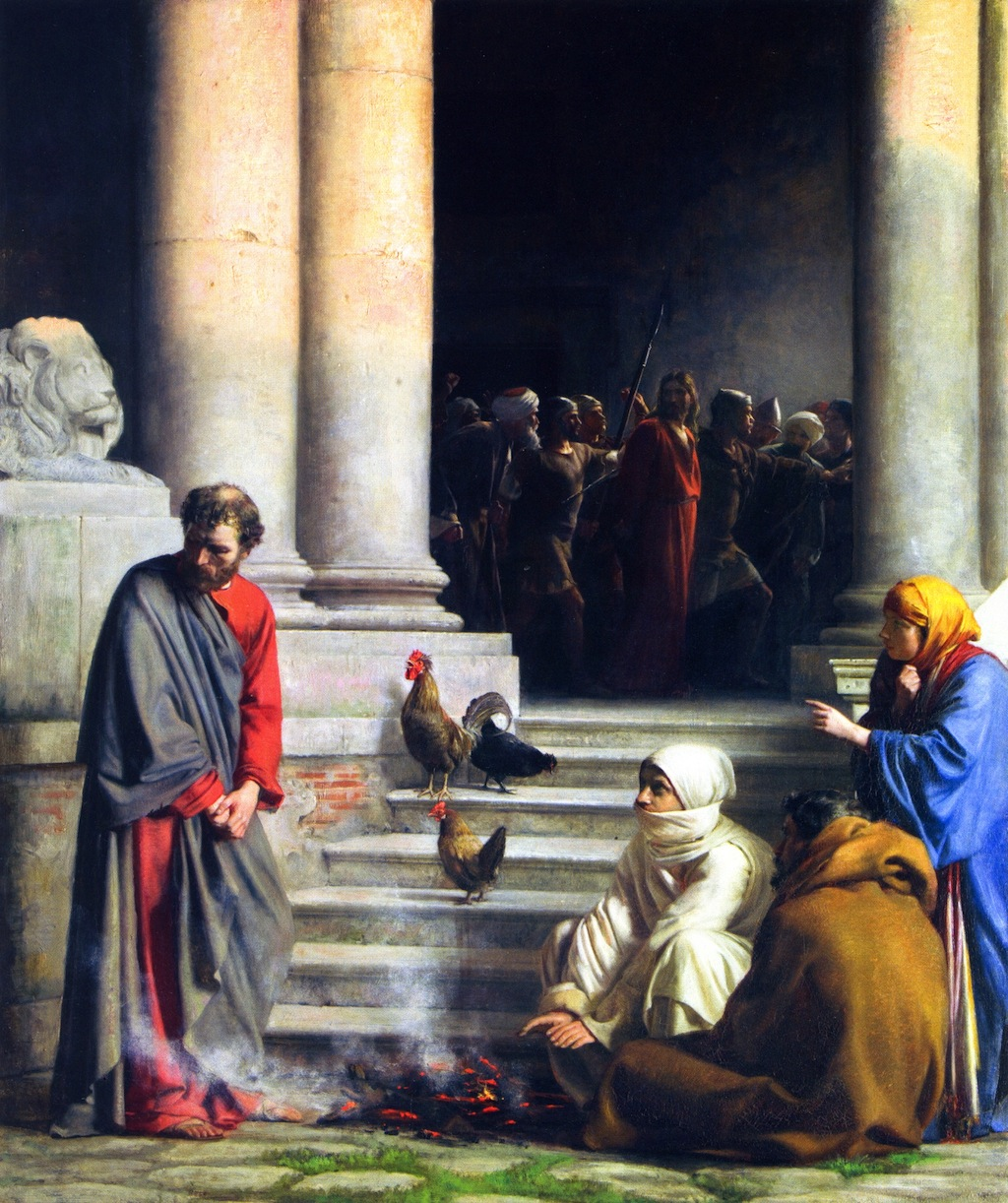
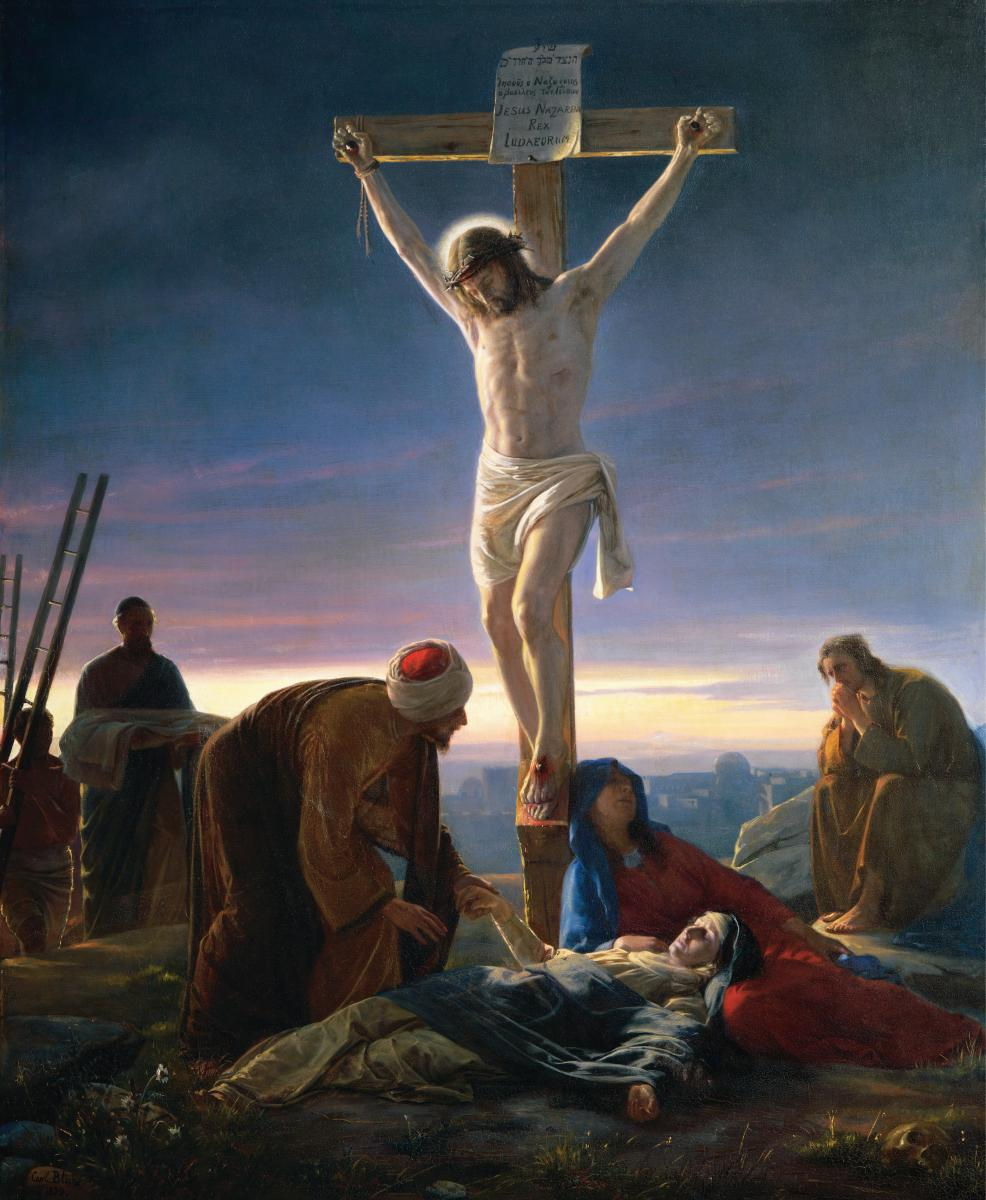
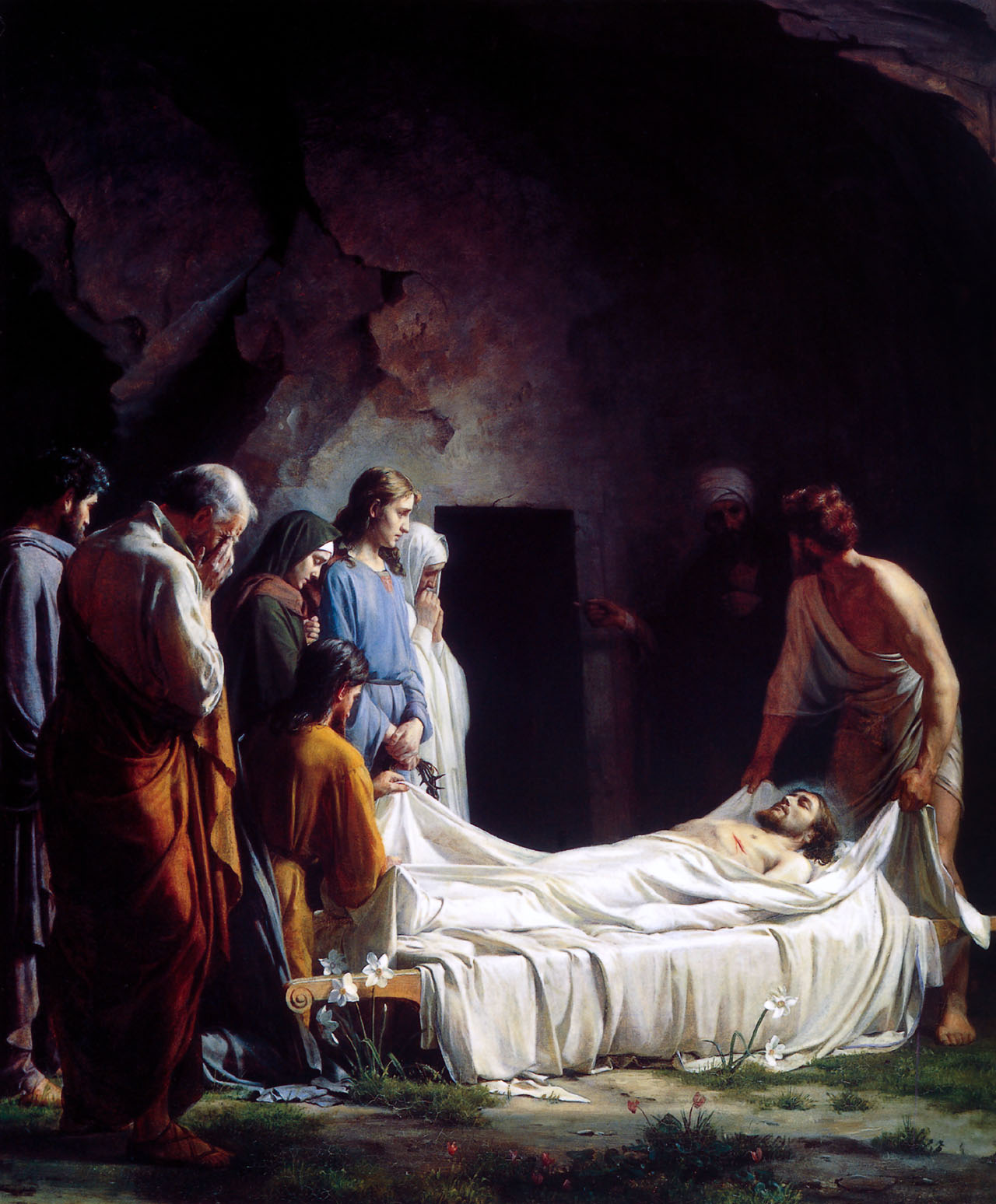
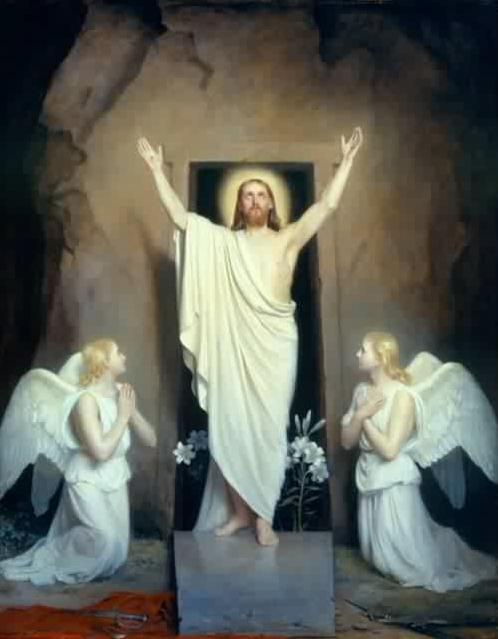
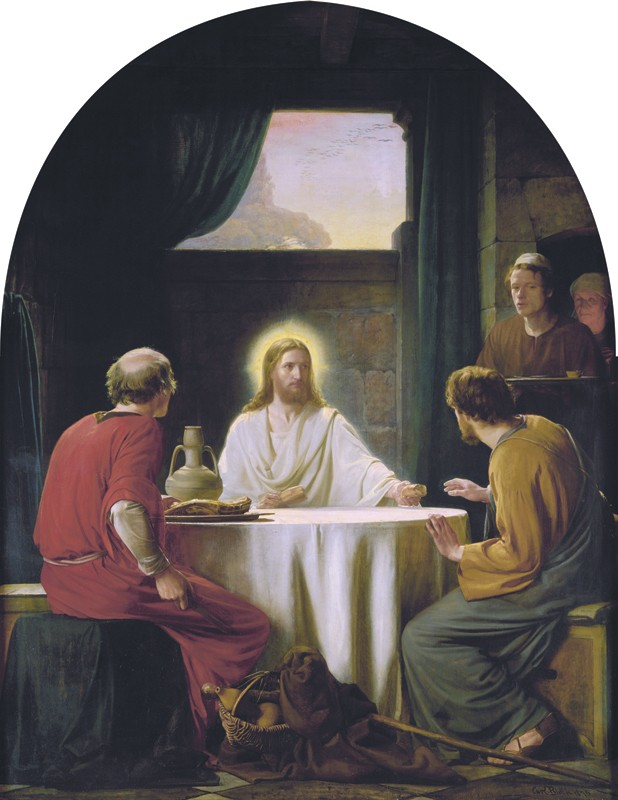
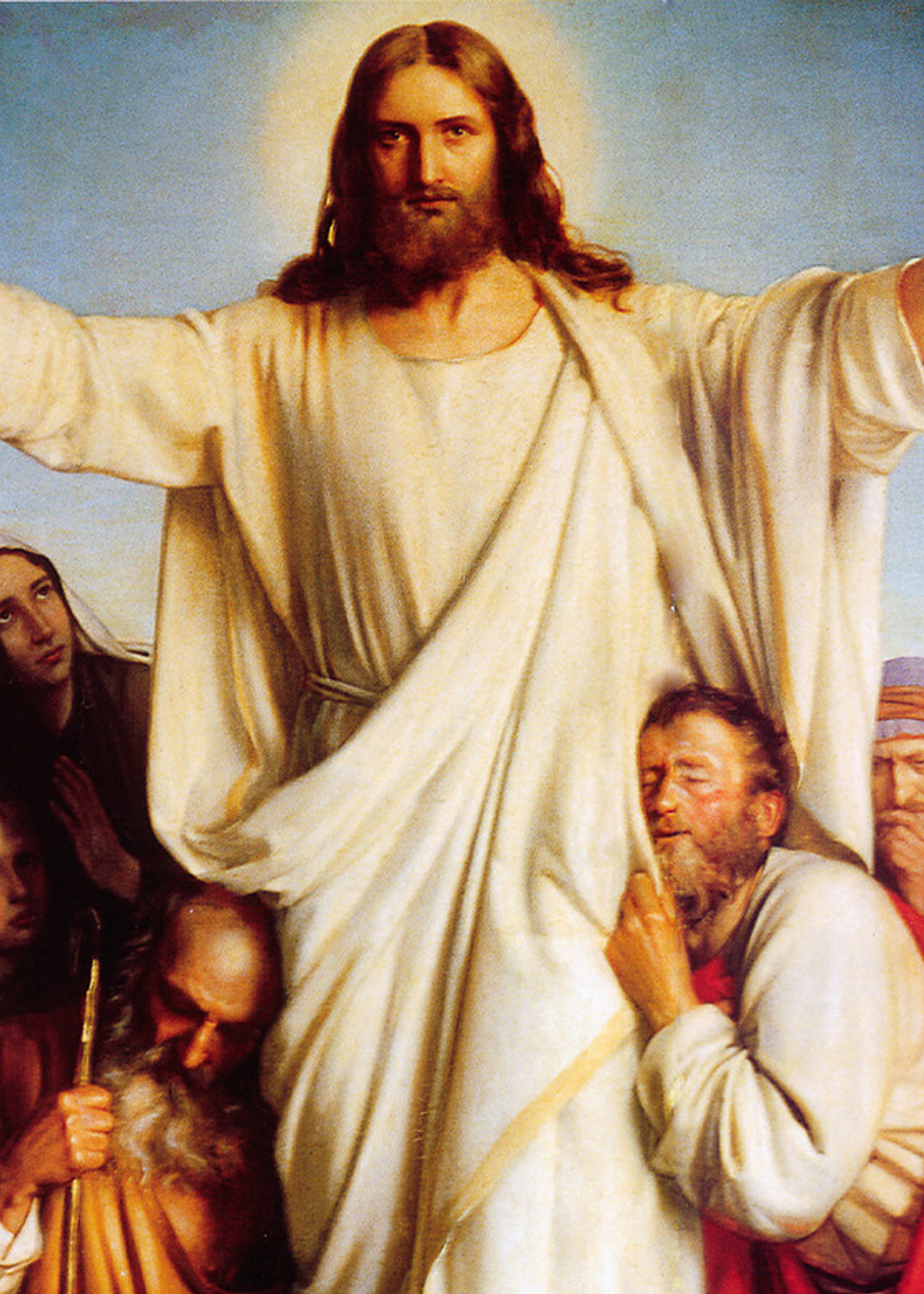

Eaux-fortes
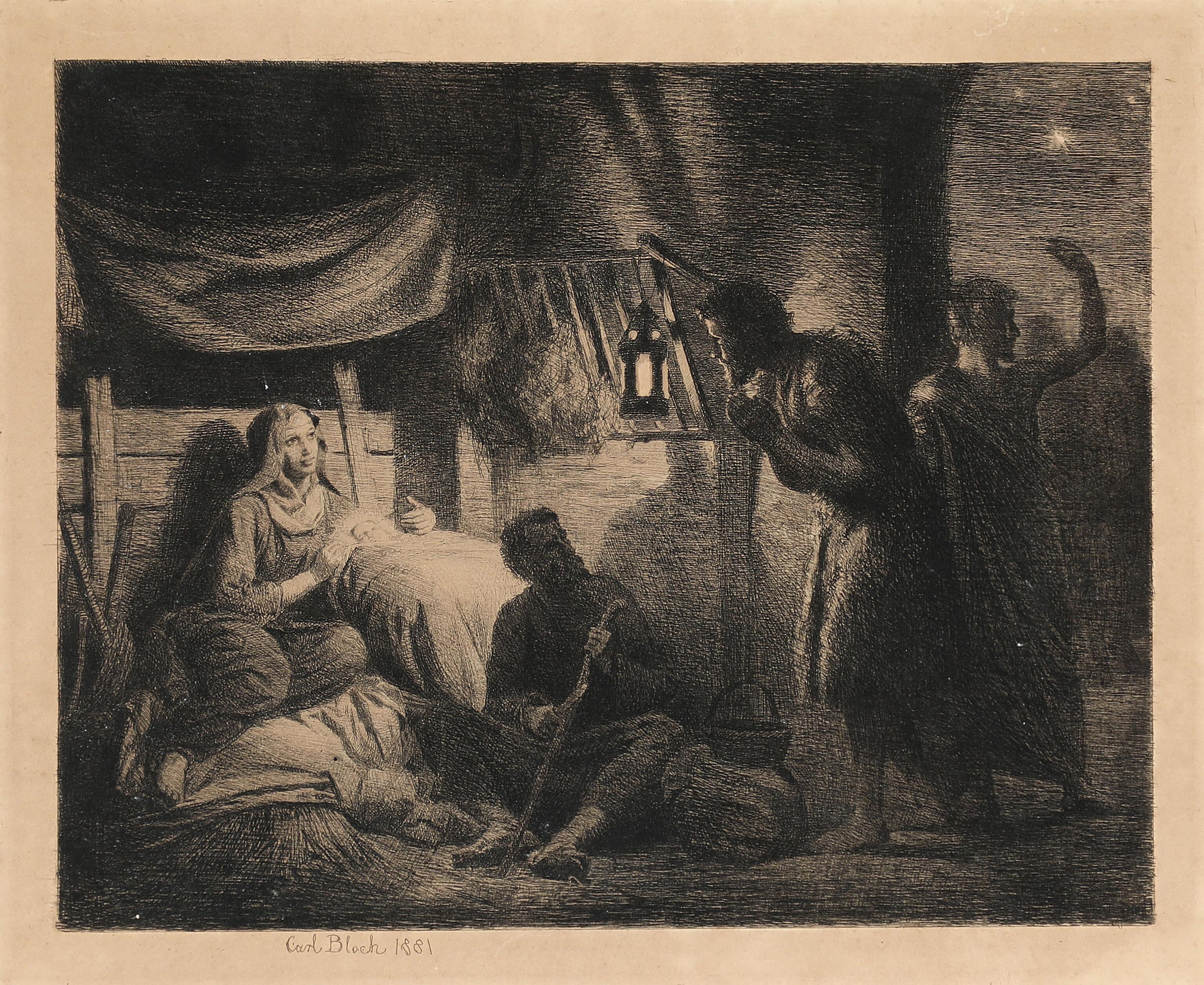
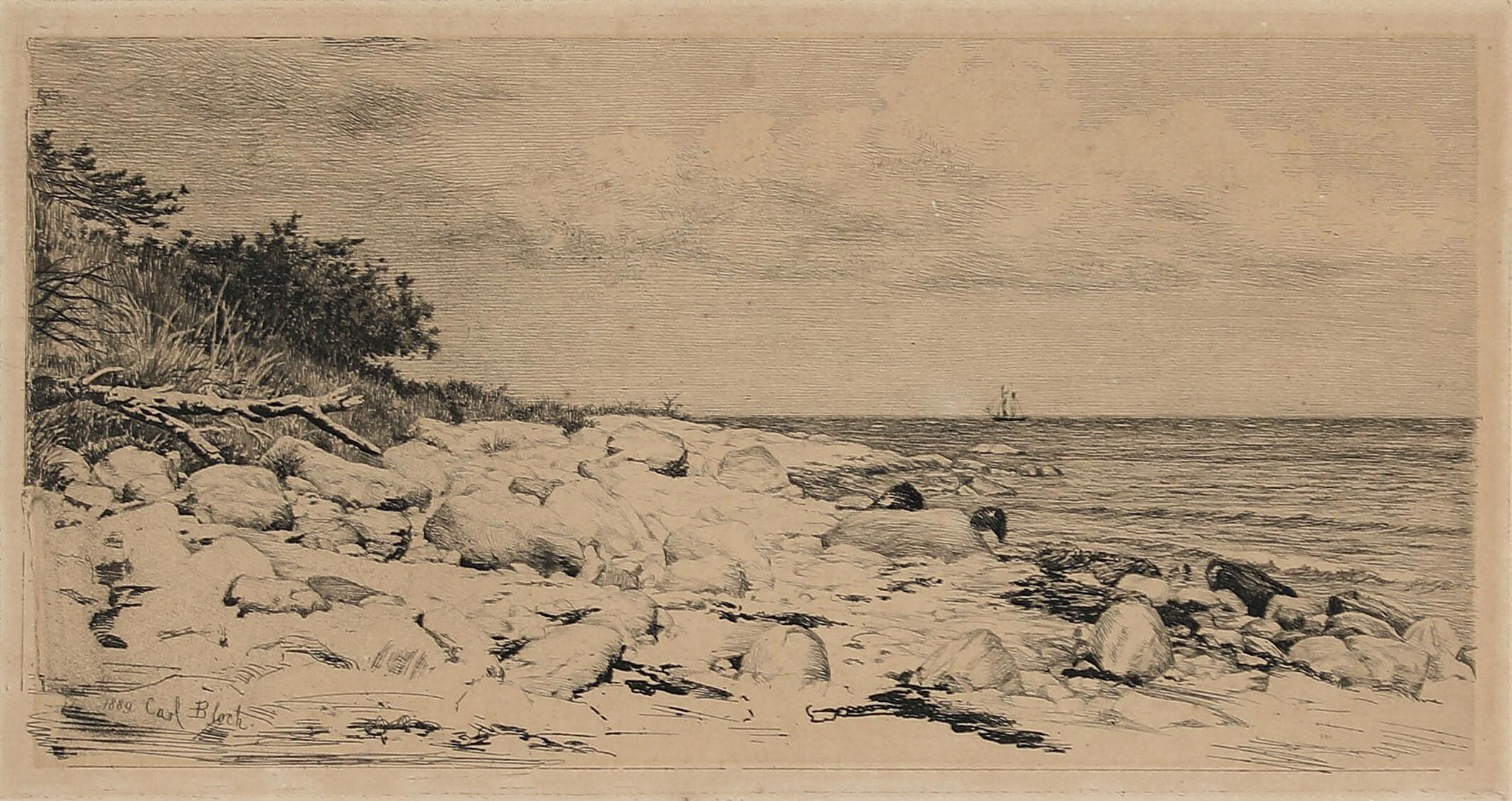
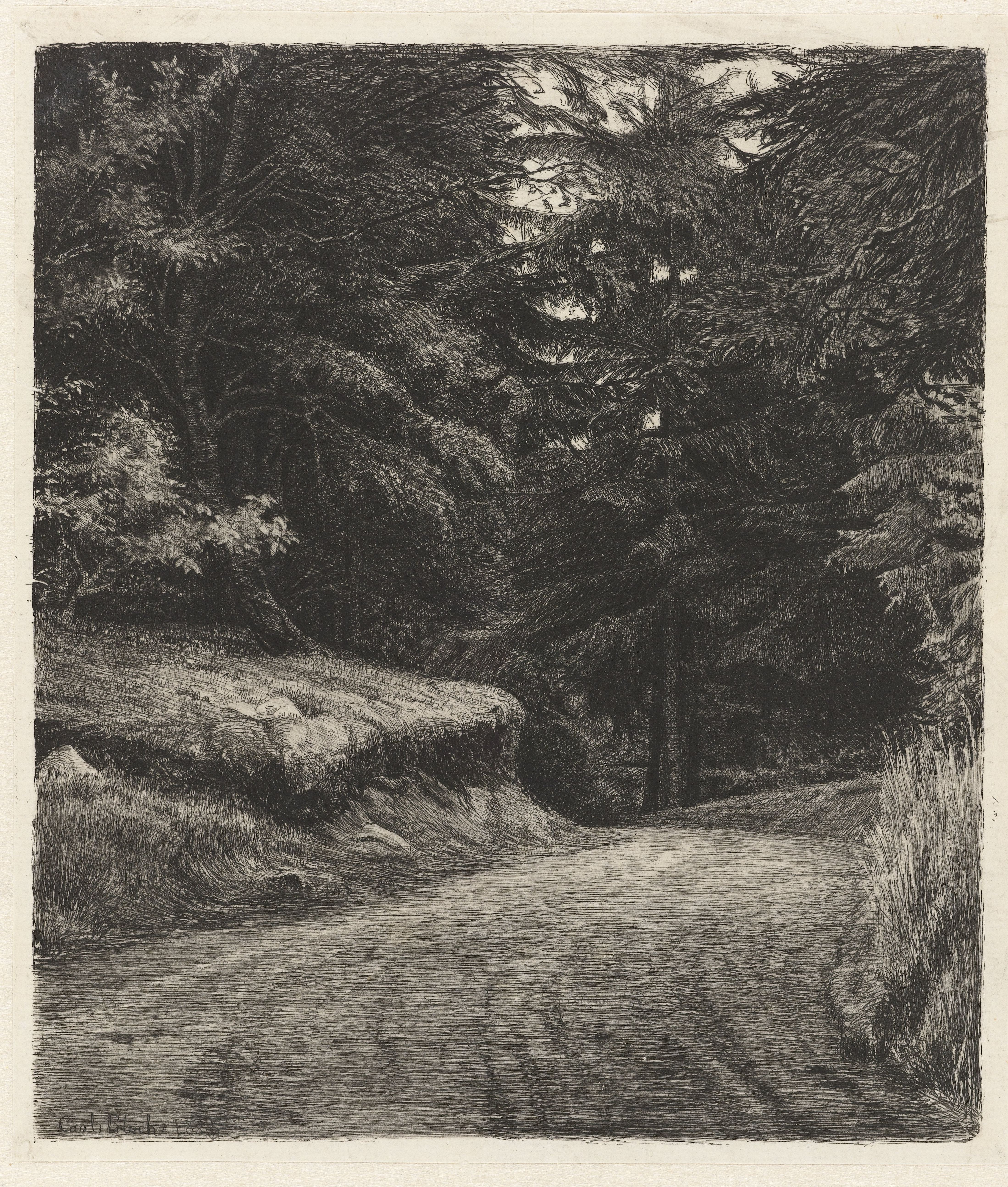
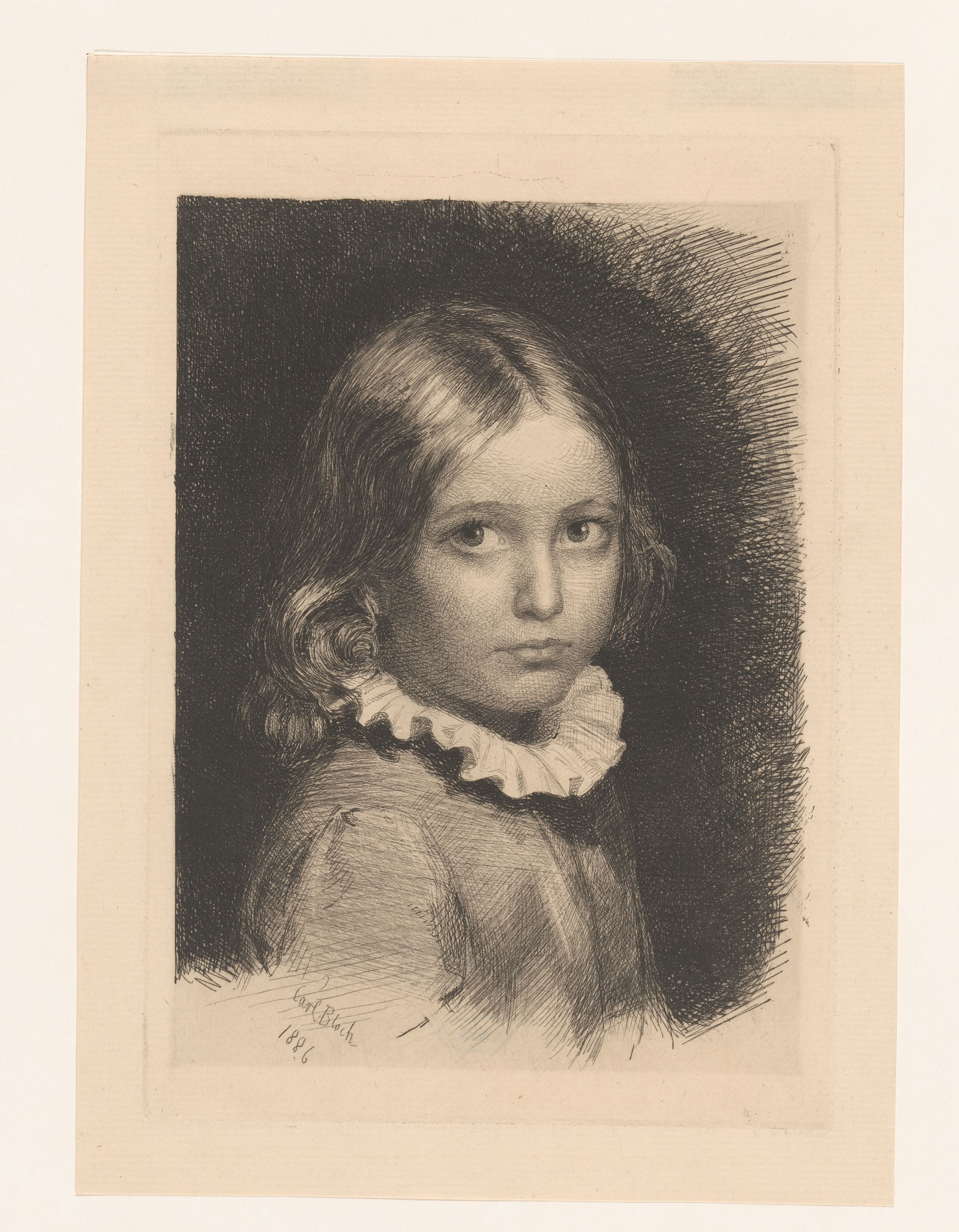
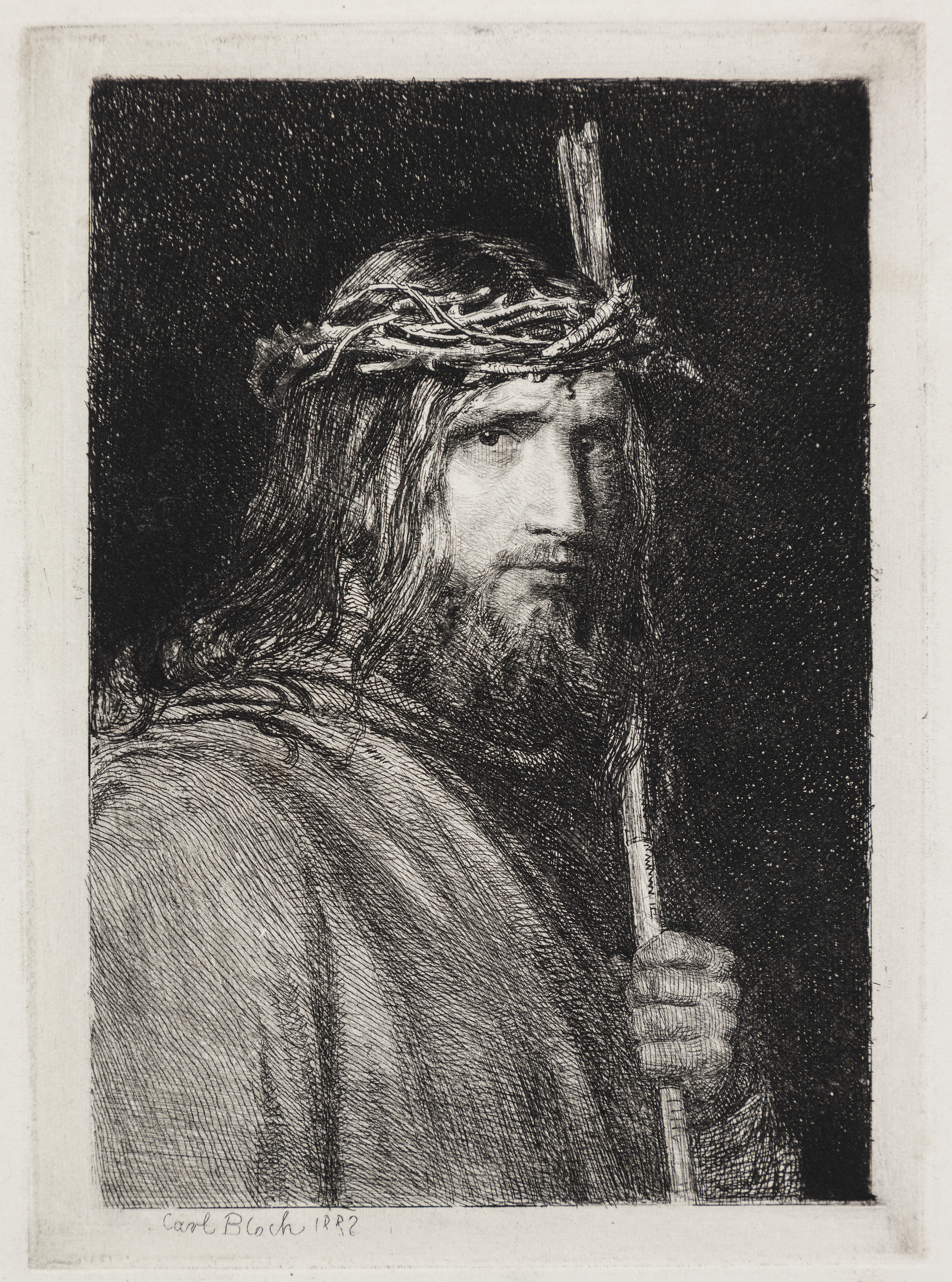
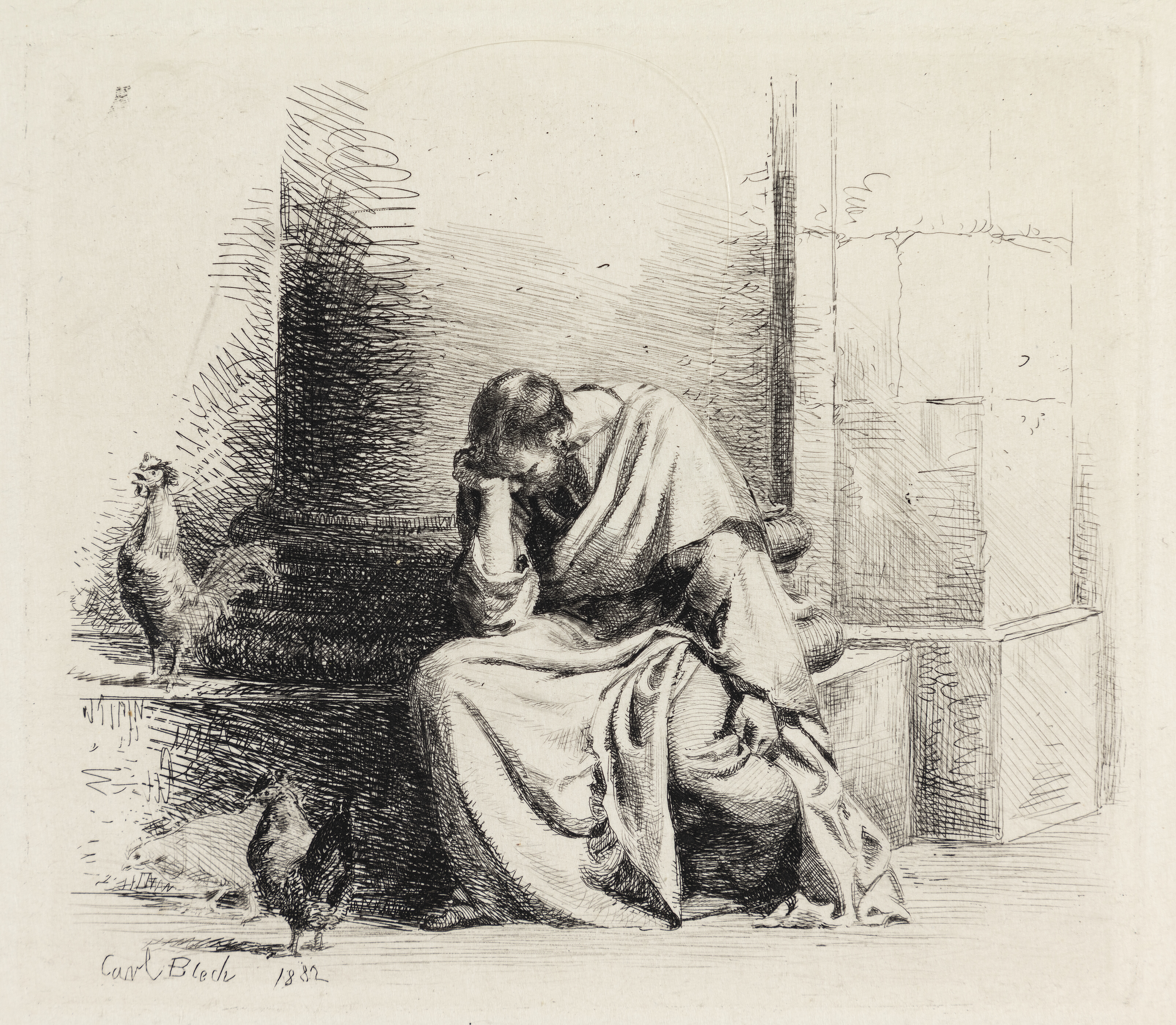
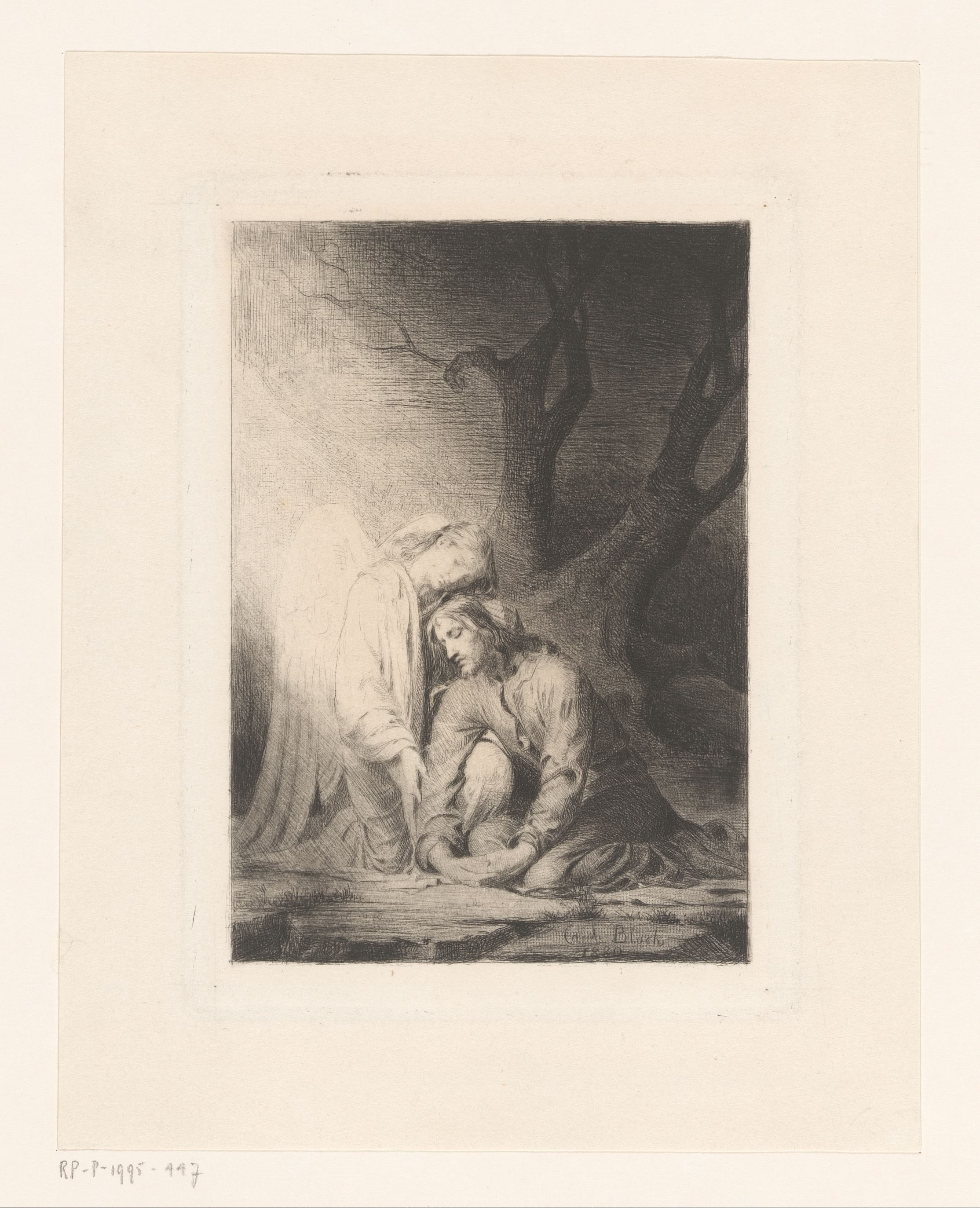
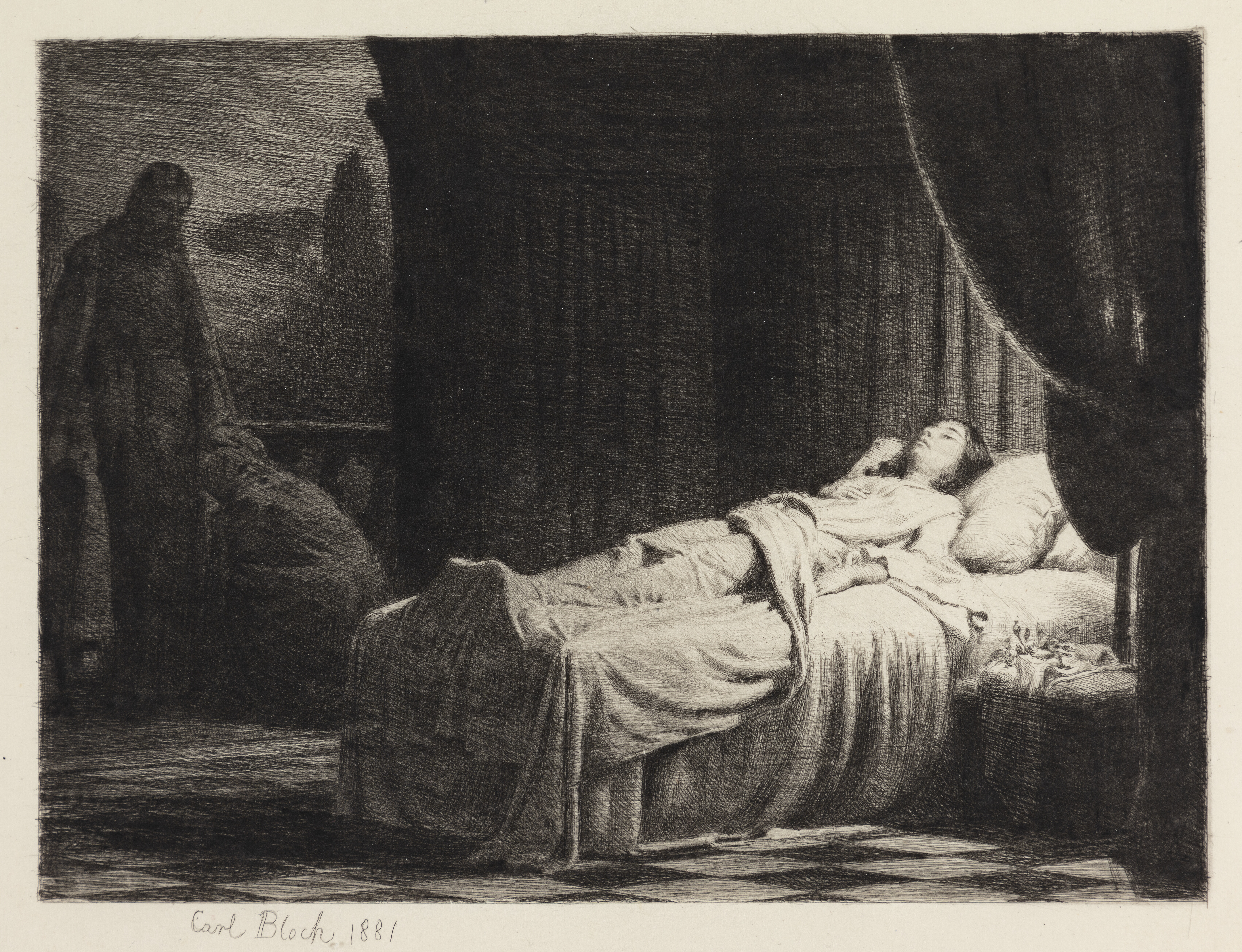